# Знаменская церковь (Слащёвская)
Знаменская церковь (церковь иконы Божией Матери «Знамение») — православный храм в станице Слащёвской Области Войска Донского, ныне Волгоградской области.

## История
До 1764 года в станице Слащевской существовала деревянная обветшавшая от давнего построения, Знаменская церковь. Взамен ей была построена новая деревянная церковь, в то же наименование, которая была освящена в 1769 году. В 1788 году она сгорела. В следующем, 1789 году была заложена каменная Знаменская церковь, с колокольней и с приделом во имя Николая Чудотворца. Освящен новый храм был в 1796 году.
Знаменская церковь относилась к зотовскому благочинию, в её приходе находились хутора — Любишкин, Белогорский, Шайкин, Темрюцкой, Астахов, Михеев, Ключанский, Сукачев, Избушенский, Шеховской, Крутой, Краснопопов, Калинин, Дубовской, Панкратов, Никулин, Вершинин, Кружаков, Сиськов и Колотаевский.
Церковь простояла до 1930-х годов и была разрушена. Только после распада СССР, в 2001 году, в станице Слащевской Волгоградской области был образован приход Иконы Божией Матери «Знамение» образован в 2001 году. Остатки сильно разрушенного храма, в котором ещё можно совершать богослужения, был передан приходу. Богослужения в церкви совершаются по воскресным и праздничным дням. Её настоятель — священник Александр Никитин — окормляет приходы в станице Букановской и хуторе Остроухове.
Адрес: 403420, Волгоградская область, Кумылженский район, станица Слащевская, ул. Свободы, 19.
В Государственном архиве Волгоградской области имеются документы, относящиеся к этой церкви.

### Люди, служившие в церкви
|    | Фамилия, имя, отчество                            | Срок пребывания в службе |
|    | Священники                                        |                          |
| 1. | Федоров Иван Федорович                            | 19.04.1815 — 1852        |
| 2. | Сланский Павел Гаврилович                         | 1828 — 1858              |
| 3. | Семенов Василий Гаврилович                        | 08.04.1852 — 1875        |
| 4. | Протопопов Михаил Александрович                   | 08.11.1858 — 01.06.1880  |
| 5. | Семенов Петр Тимофеевич                           | 08.03.1875 — 25.04.1906  |
| 6. | Грешнов Гавриил Иванович                          | 16.07.1880 — после 1907  |
| 7. | Боганский Иван Васильевич                         | 12.07.1906 — после 1907  |
|    | Дьяконы                                           |                          |
| 1. | Васильев Филипп                                   | ? — 1807                 |
| 2. | Митрофанов Алексей                                | ? — 1807                 |
| 3. | Федоров Иван Федорович                            | 19.07.1807 — 19.04.1815  |
| 4. | Никифоров Михей                                   | 08.12.1815 — 1828        |
| 5. | Иванов Гавриил Иванович                           | 1828 — 1847              |
| 6. | Федоров Стефан Иванович                           | 19.11.1840 — 1858        |
| 7. | Знаменский Филипп Анисимович                      | 29.06.1858 — 26.10.1884  |
| 8. | Петров Петр Алексеевич                            | 02.06.1885 — после 1907  |
| 9. | Попов Петр Иванович                               | С 1912 года              |
|    | Дьячки (с 1868 г. Псаломщики)                     |                          |
| 1. | Васильев Василий                                  | 11.01.1802 — 1832        |
| 2. | Иванов Гавриил Иванович                           | 1820 — 1828              |
| 3. | Федоров Василий Федорович                         | 05.10.1842 — 1863        |
| 4. | Васильев Иван Васильевич                          | 30.07.1845 — 1884        |
| 5. | Знаменский Матвей Филиппович                      | 03.11.1884 — после 1907  |
| 6. | Попов Андрей Иванович                             | 29.07.1885 — 1904        |
| 7. | Грешнов Капитон Васильевич                        | 10.03.1904 — после 1907  |
|    | Пономари (упразднены в 1868 г.)                   |                          |
| 1. | Федоров Василий Федорович                         | 01.12.1808 — 05.12.1842  |
| 2. | Иванов Анисим Иванович                            | 20.03.1817 — 1847        |
| 3. | Федоров Степан Федорович                          | 19.11.1840 — 14.07.1845  |
| 4. | Попов Василий Федорович                           | 1842 — 1861              |
| 5. | Знаменский Филипп Анисимович                      | 09.06.1847 — 19.06.1858  |
| 6. | Петров Петр Алексеевич                            | 15.09.1859 — 02.06 1885  |
| 7. | Попов Федор Иванович                              | 18.05.1861 — 1868        |
|    | Церковные старосты                                |                          |
| 1. | Дронов Лев Данилович (урядник)                    | 27.11.1866 — 1878        |
| 2. | Ежов Авдей Агапович (урядник)                     | 03.09.1878 — 1888        |
| 3. | Ежов Петр Ефимович (урядник)                      | 15.05.1888 — 1896        |
| 4. | Краснов Евдоким Киреевич (казак)                  | 08.09.1896 — 1906        |
| 5. | Никулин Митрофан Петрович (полковник)             | 1906 — после 1907        |
|    | Просфирницы                                       |                          |
| 1. | Вострикова Анастасия Егоровна (казачья вдова)     | 02.11.1818 — 1825        |
| 2. | Гришачкина Ксения Ивановна (казачья дочь)         | 1825 — 1858              |
| 3. | Гришина Матрёна Ивановна (казачья дочь)           | 29.04.1858 — 1884        |
| 4. | Бурыкина Аполинария Тимофеевна (вдова священника) | 01.11.1884 — 1893        |
| 5. | Петрова Мария Петровна (дочь дьякона)             | 10.04.1893 — 1894        |
| 6. | Бурыкина Аполинария Тимофеевна (вдова священника) | 1894 — 1900              |
| 7. | Васильева Пелагия Ивановна (дочь псаломщика)      | 31.01.1900 — после 1907  |